# Dupont (företag)
E. I. du Pont de Nemours and Company (Dupont), är ett amerikanskt multinationellt kemisk-tekniskt företag, grundat 1802 med högkvarter i Wilmington, Delaware. Dupont är idag världens största inom sin bransch.
Företaget är uppkallat efter sin grundare, den franske immigranten Eleuthère Irénée du Pont de Nemours (1771–1834), som började med att tillverka krut utanför Wilmington. Många medlemmar av familjen Du Pont är än idag stora delägare i det börsnoterade bolaget.
Koncernen diversifierade tidigt in i produktion av olika kemiska produkter. Dupont är världens mest framgångsrika företag inom syntetiska material och har bland annat utvecklat produkterna/varumärkena lycra, spandex, teflon, kevlar, neopren, freon och nylon (polyamid). Kevlar uppfanns av  Stephanie Kwolek. Det sistnämnda materialet utvecklades av kemisten Wallace Carothers (1896–1937).
År 2011 förvärvade Dupont danska Danisco.
Den 11 december 2015 meddelade Dupont att man hade för avsikt att fusionera sig med konkurrenten Dow Chemical Company och det kombinerade företaget skulle få namnet Dowdupont och vara holdingbolag till tre självständiga och publika företag inom jordbruk, materialvetenskap respektive specialprodukter. Detta är ett drag för att försöka att ta upp kampen med världens största kemiföretag i tyska BASF SE, det kom dock rapporter under 2016 att BASF själva var intresserade att förvärva Dupont som ett motdrag till den potentiella fusionen mellan Dow och Dupont. Affären har dock dragit ut på tiden på grund av svårigheter att övertyga olika länders konkurrensmyndigheter och Europeiska unionen (EU) om att fusionen inte skulle rubba konkurrenskraften på världsmarknaden för kemiska produkter.